# Förenade Arabemiratens Davis Cup-lag
Förenade arabemiratens Davis Cup-lag styrs av Förenade Arabemiraten tennisförbund och representerar Förenade Arabemiraten i tennisturneringen Davis Cup, tidigare International Lawn Tennis Challenge. Förenade Arabemiraten debuterade i sammanhanget 1993, och slutade trea i Asien-Oceanienzonens Grupp III 2002.